# Acoplamiento diazoico
Un acoplamiento diazoico (o acoplamiento azoico o copulación diazoica o copulación azoica) es una reacción de sustitución electrófila aromática entre una sal de diazonio y un anillo aromático activado, como pueden ser una anilina o un fenol, siendo el producto de la reacción un azoderivado. Esta reacción es importante en la producción de colorantes (colorantes azoicos) e indicadores de pH, tales como la tartracina o el anaranjado de metilo.

## Mecanismo
| An animation of the recation mechanism of the azo coupling |
| Mecanismo animado                                          |

En esta reacción la sal de diazonio es el electrófilo y el areno activado el nucleófilo.
- Datos: Q668665